# Хайнрих фон Льовенщайн
Хайнрих фон Льовенщайн (на немски: Heinrich Graf von Löwenstein; † 1444) е последният граф на Льовенщайн от династията Хабсбург и съветник във Вюртемберг.

## Биография
Той е син на граф Албрехт II фон Льовенщайн-Шенкенберг († 1382) и втората му съпруга Удилхилд фон Верденберг-Алпек († сл. 1399), дъщеря на граф Еберхард I фон Верденберг-Шмалнег († 1383?) и София фон Дирсберг-Геролдсек? († 1391). Прадядо му граф Албрехт I фон Шенкенберг-Льовенщайн († 1304) е извънбрачен син на римско-немския крал Рудолф I Хабсбургски († 1291).
Хайнрих става след баща си през 1382 г. граф на Льовенщайн заедно с брат си Рудолф II († сл. 1395). Хайнрих се разбира със съседите си и става съветник във Вюртемберг. Понеже е бездетен Хайнрих и по-големият му брат духовникът Георг продават през 1441 г. графството Льовенщайн за 14 000 гулдена на Пфалц. Хайнрих си запазва доста големи права в управлението, има право по-нататък да ползва всички доходи и получава от Пфалц годишна рента.
Хайнрих фон Льовенщайн умира през 1444 г. и е погребан в църквата „Барфюсеркирхе“ в Хайлброн. След смъртта му по-големият му брат Георг, катедрален каноник в Бамберг, ползва по-нататък тези права на управление. Едва след смъртта на Георг, почти на 90 години, на 10 август 1464 г., Льовенщайн става пфалцски.

## Фамилия
Хайнрих фон Льовенщайн се жени пр. 8 февруари 1408 г. за шенкин Анна фон Ербах (* пр. 1408; † сл. 28 март 1444, погребана в църквата „Барфюсеркирхе“, Хайлброн), дъщеря на Конрад V фон Ербах-Ербах († 1381) и втората му съпруга Маргарета фон Ербах († 1396). Бракът е бездетен.